# Thomas Corwin Lindsay
Thomas Corwin Lindsay (* 15. September 1839 in Cincinnati, Ohio; † 5. Mai 1907 ebenda) war ein US-amerikanischer Landschafts-, Tier- und Porträtmaler.

## Leben

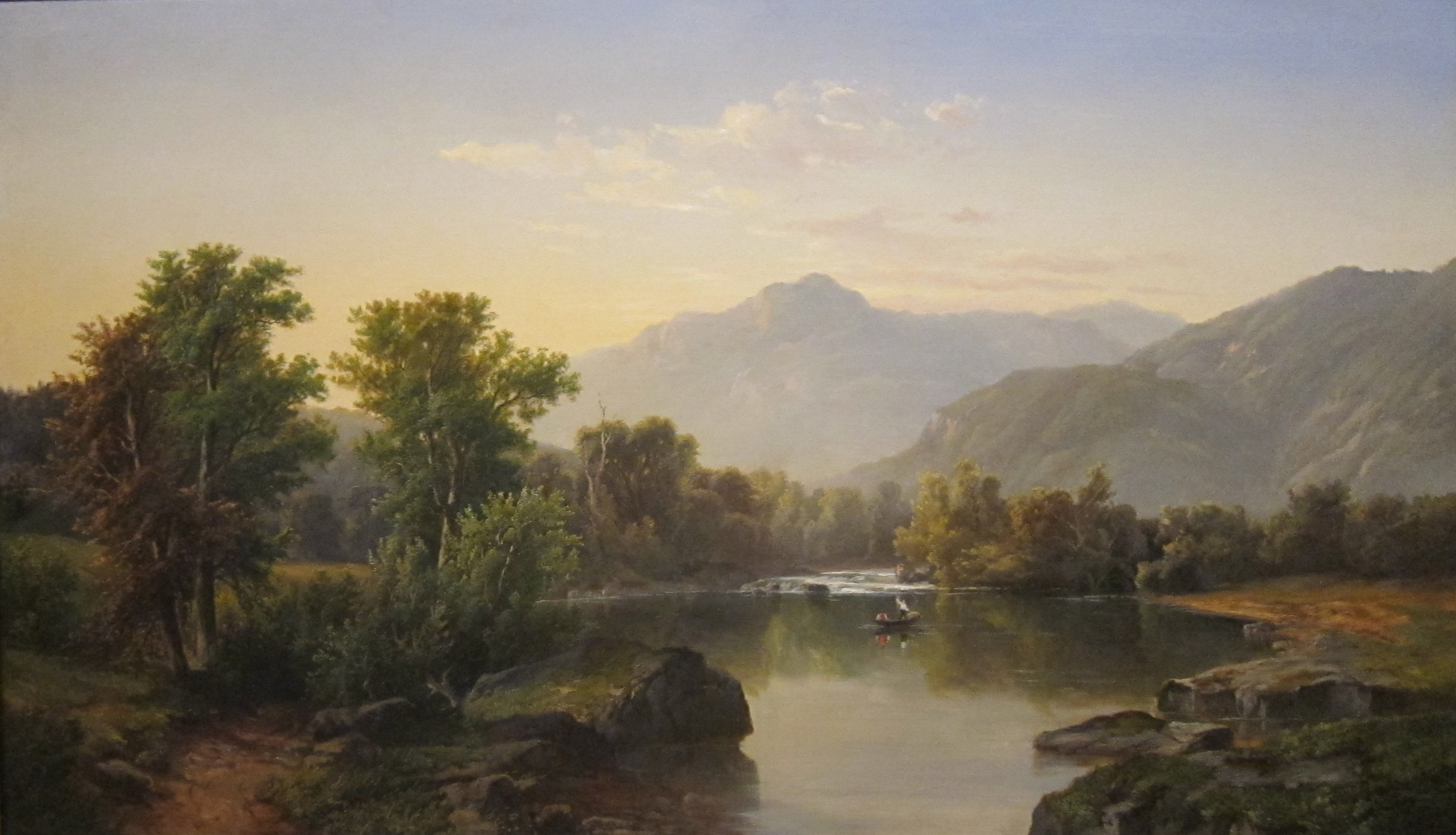
Landscape, Cincinnati Art Museum

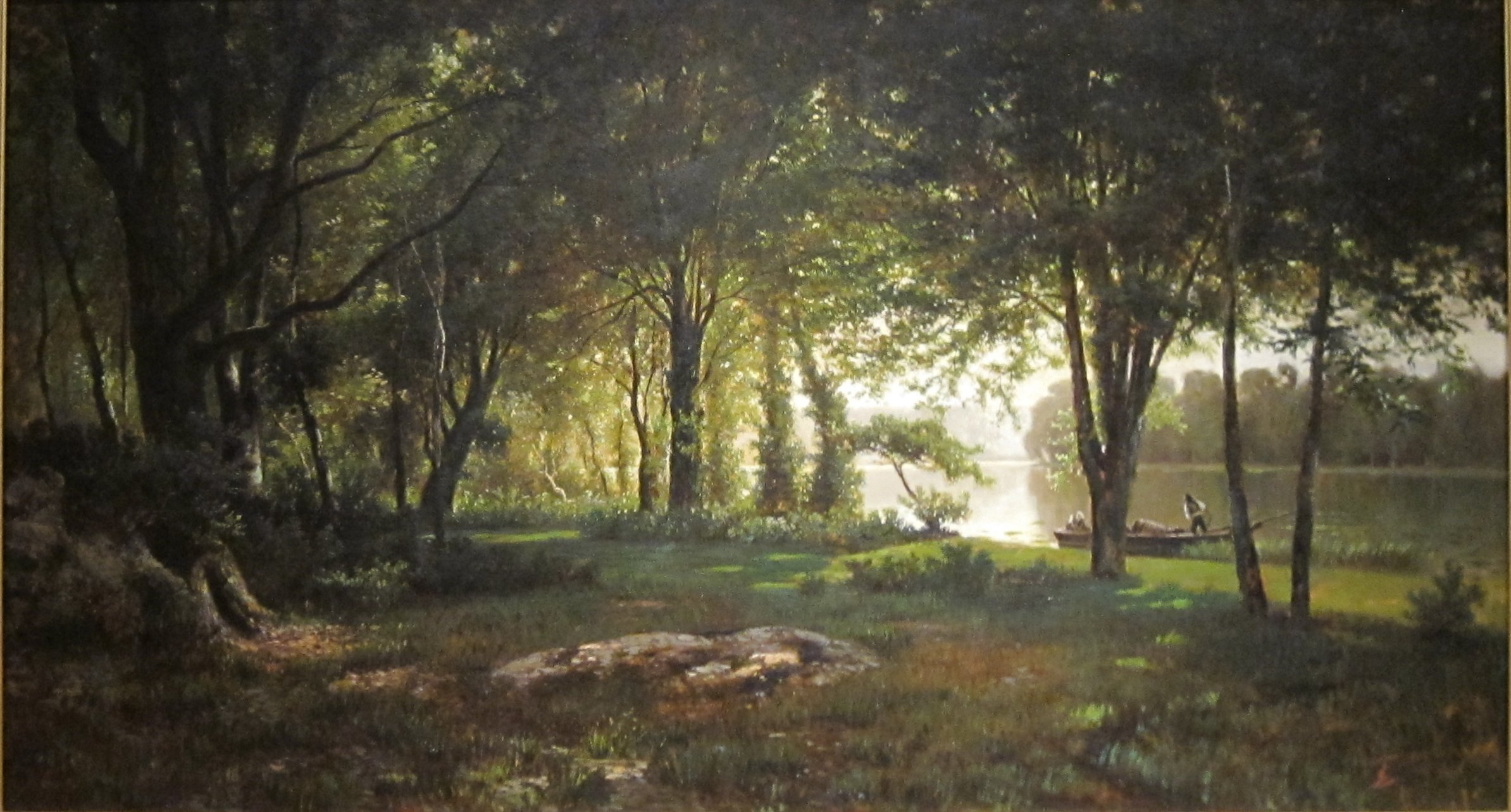
Landscape, River and Forest, 1880er Jahre, Cincinnati Art Museum

Lindsay, zweites von sieben Kindern der Eheleute Thomas Lindsay (1807–1857) und Elizabeth Lawrence (Lorentz) Lindsay (1808–1899), erlernte die Malerei als Autodidakt. Ohne Ausbildung zum Kunstmaler eröffnete er 1856 oder 1857 in seiner Vaterstadt ein Atelier, wo er vor allem Landschaftsbilder präsentierte. Im Herbst 1858 unternahm er eine Studienreise ins östliche Pennsylvania. Ein Jahr später eröffnete er ein neues Atelier. Im gleichen Jahr stellte er Bilder im Ohio Mechanics’ Institute aus. 1860 wurde er Mitglied im Cincinnati Sketch Club. 1862 startete er zu einer weiteren Studienreise. Zwischen Januar und Mai 1865 ließ er eine Reihe von Landschaftsbildern versteigern, darunter Ansichten aus Tennessee, Connecticut und von dem Kanawha River. Sodann brach er zu einer Europareise auf und studierte in Düsseldorf, wo er sich mit der Malerei der Düsseldorfer Schule vertraut machte, und in Paris. Im Sommer 1869 war er wieder in seiner Heimatstadt. Dort etablierte er sich neben Frank Duveneck als führender Landschaftsmaler. Lindsay schuf über zweitausend Gemälde, hauptsächlich Landschaften, oft mit genrehaften Motiven und Ansichten, viele Tierbilder, gelegentlich auch Porträts. Er zählte zu den frühen Mitgliedern des Cincinnati Art Club. Außerdem gehörte er der Society of Western Artists an. In seinem Atelier unterrichtete er mehrere Schüler. In den Jahren 1870 bis 1883 stellte er in der Cincinnati Industrial Exposition aus, 1875 im H. & S. Pogue’s Department Store, 1896 im Art Institute of Chicago. Um 1882 heiratete er Mary Frances Sampson (1859–1937), die Thomas Cecil Lindsay (1884–1933) gebar.